# Olsbergs MSE
Olsbergs MSE, (également OMSE), est une équipe de sport automobile suédoise créée par le pilote automobile Andréas Eriksson en 2005. À l'origine Motorsport Evolution (MSE) l'équipe a été renommée Olsbergs MSE après le rachat de 50 % de l'équipe par l'entreprise suédoise Olsbergs.
Engagée en rallycross depuis sa création, l'équipe recevait le soutien officiel de Ford jusqu'à 2015 sur le Championnat du monde de rallycross FIA. Elle continue cependant d'utiliser des Ford Fiesta ST en 2016. Le double champion du monde des rallyes Marcus Grönholm rejoint l'équipe en 2016 en tant que team manager. Son fils Niclas Grönholm (en) ainsi qu'un des fils d'Andréas Eriksson, Kevin Eriksson, sont les pilotes en 2016. L'équipe quitte le World RX en 2017.
L'équipe est également engagé en Global RallyCross Championship avec le soutien de Honda Performance Development. Elle utilise des Honda Civic nord américaines .

## Résultats

### Championnat d'Europe de rallycross

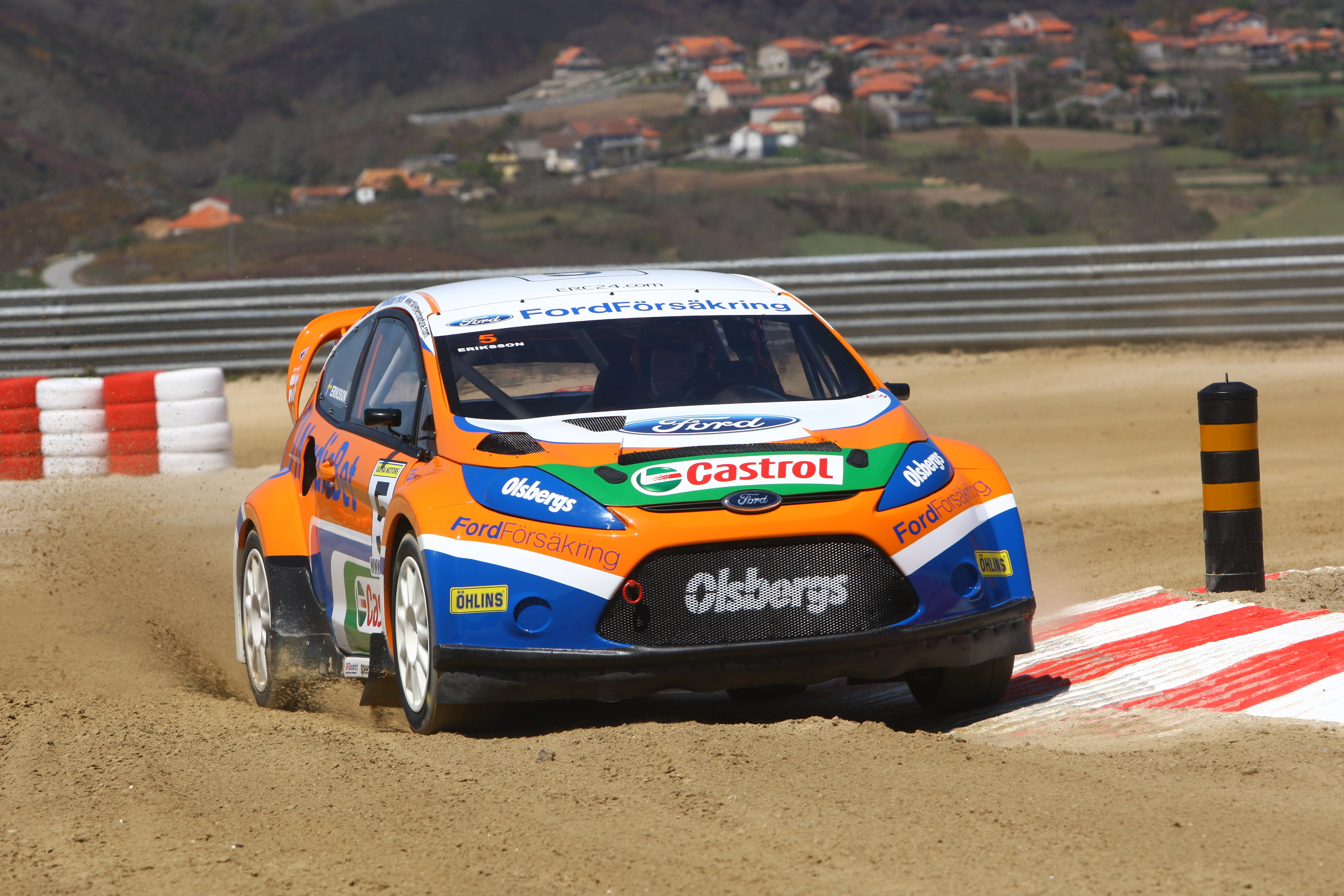
Andréas Eriksson en 2009

#### Division 1
| Année | Équipe              | Voiture        | No. | Pilote           | 1        | 2      | 3        | 4      | 5        | 6        | 7        | 8        | 9      | 10       | 11    | ERX  | Points |
| ----- | ------------------- | -------------- | --- | ---------------- | -------- | ------ | -------- | ------ | -------- | -------- | -------- | -------- | ------ | -------- | ----- | ---- | ------ |
| 2005  | MSE                 | Ford Fiesta ST | 20  | Andréas Eriksson | FRA      | POR    | AUT      | CZE    | NOR      | SUE 15   | BEL      | NED      | POL    | ALL      |       | 45th | 2      |
| 2006  | Ford Team RS Sweden | Ford Fiesta ST | 18  | Andréas Eriksson | POR NC   | FRA NC | CZE 4    | AUT NC | SUE 16   | HON      | BEL 11   | NED 3    | NOR 11 | POL (15) | ALL 2 | 10th | 58     |
| 2007  | Ford Team RS Sweden | Ford Fiesta ST | 10  | Andréas Eriksson | POR 5    | FRA 6  | HON 4    | AUT 1  | SUE (15) | NOR 1    | BEL 6    | NED (11) | POL 3  | CZE 3    |       | 3rd  | 117    |
| 2008  | Ford Team RS Europe | Ford Fiesta ST | 3   | Andréas Eriksson | POR (10) | FRA 7  | HON 3    | AUT 3  | NOR 5    | SUE 6    | BEL (11) | NED 9    | CZE 11 | POL 3    | ALL 1 | 5th  | 112    |
| 2008  | Ford Team RS Europe | Ford Fiesta ST | 35  | Marcus Grönholm  | POR      | FRA    | HON      | AUT    | NOR      | SUE 1    | BEL      | NED 10   | CZE    | POL 12   | ALL   | 16th | 32     |
| 2009  | Ford Team RS Sweden | Ford Fiesta ST | 5   | Andréas Eriksson | GBR (11) | POR 1  | FRA 10   | HON 6  | AUT 5    | SUE (28) | BEL 16   | ALL 2    | POL 1  | CZE 7    |       | 4th  | 98     |
| 2009  | Ford Team RS Sweden | Ford Fiesta ST | 64  | Henning Solberg  | GBR      | POR    | FRA      | HON    | AUT      | SUE 4    | BEL      | ALL      | POL    | CZE 5    |       | 15th | 30     |
| 2010  | Olsbergs MSE        | Ford Fiesta ST | 4   | Andréas Eriksson | POR 6    | FRA 7  | GBR (NC) | HON 9  | SUE 4    | FIN NC   | BEL      | ALL 5    | POL 6  | CZE 10   |       | 6th  | 72     |

#### Supercar
| Année | Équipe       | Voiture        | No. | Pilote            | 1     | 2     | 3      | 4        | 5     | 6      | 7     | 8   | 9   | 10  | ERX  | Points |
| ----- | ------------ | -------------- | --- | ----------------- | ----- | ----- | ------ | -------- | ----- | ------ | ----- | --- | --- | --- | ---- | ------ |
| 2011  | Olsbergs MSE | Ford Fiesta ST | 6   | Andréas Eriksson  | GBR 9 | POR 2 | FRA 10 | NOR (11) | SUE 5 | BEL    | NED   | AUT | POL | CZE | 12th | 44     |
| 2013  | Olsbergs MSE | Ford Fiesta ST | 18  | Patrick Sandell   | GBR   | POR   | HON    | FIN      | NOR   | SUE 9  | FRA   | AUT | ALL |     | 22nd | 14     |
| 2013  | Olsbergs MSE | Ford Fiesta ST | 34  | Tanner Foust      | GBR 1 | POR   | HON    | FIN 1    | NOR   | SUE    | FRA 6 | AUT | ALL |     | 9th  | 68     |
| 2013  | Olsbergs MSE | Ford Fiesta ST | 38  | Brian Deegan      | GBR   | POR   | HON    | FIN 13   | NOR   | SUE    | FRA   | AUT | ALL |     | 37th | 4      |
| 2013  | Olsbergs MSE | Ford Fiesta ST | 57  | Toomas Heikkinen  | GBR   | POR   | HON    | FIN 7    | NOR   | SUE    | FRA   | AUT | ALL |     | 18th | 18     |
| 2013  | Olsbergs MSE | Ford Fiesta ST | 63  | Mikael Thiman     | GBR   | POR   | HON    | FIN      | NOR   | SUE 13 | FRA   | AUT | ALL |     | 39th | 4      |
| 2014  | Olsbergs MSE | Ford Fiesta ST | 73  | Daniel Holten     | GBR   | NOR 2 | BEL    | ALL      | ITA   |        |       |     |     |     | 17th | 15     |
| 2014  | Olsbergs MSE | Ford Fiesta ST | 77  | Andrew Jordan     | GBR 4 | NOR   | BEL    | ALL      | ITA   |        |       |     |     |     | 19th | 13     |
| 2014  | Olsbergs MSE | Ford Fiesta ST | 111 | Richard Göransson | GBR   | NOR   | BEL    | ALL      | ITA 4 |        |       |     |     |     | 19th | 13     |
| 2014  | Olsbergs MSE | Ford Fiesta ST | 125 | Gigi Galli        | GBR   | NOR   | BEL    | ALL      | ITA 5 |        |       |     |     |     | 22nd | 12     |

### Championnat du monde de rallycross

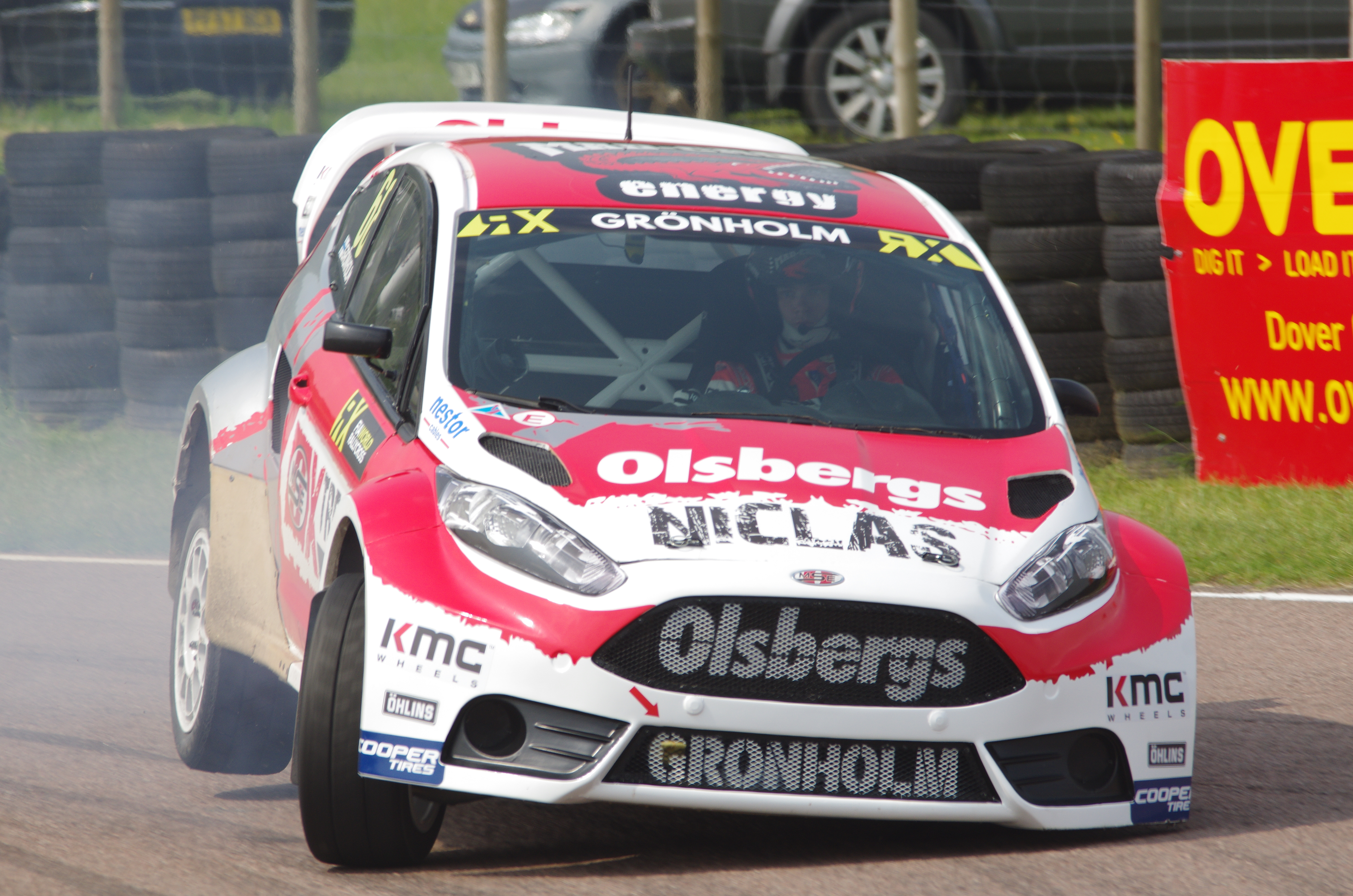
Niclas Grönholm et sa Ford Fiesta ST en World RX

#### Supercar
| Année | Équipe       | Voiture        | No. | Pilote             | 1      | 2      | 3      | 4      | 5      | 6      | 7      | 8      | 9      | 10     | 11    | 12    | 13     | WRX   | Points | Teams | Points |
| ----- | ------------ | -------------- | --- | ------------------ | ------ | ------ | ------ | ------ | ------ | ------ | ------ | ------ | ------ | ------ | ----- | ----- | ------ | ----- | ------ | ----- | ------ |
| 2014  | Olsbergs MSE | Ford Fiesta ST | 13  | Andreas Bakkerud   | POR 2  | GBR 1  | NOR 12 | FIN 2  | SUE 2  | BEL 30 | CAN 8  | FRA 9  | ALL 11 | ITA 6  | TUR 1 | ARG 6 |        | 5th   | 193    | 1st   | 409    |
| 2014  | Olsbergs MSE | Ford Fiesta ST | 15  | Reinis Nitišs      | POR 3  | GBR 7  | NOR 1  | FIN 3  | SUE 4  | BEL 12 | CAN 4  | FRA 2  | ALL 16 | ITA 11 | TUR 7 | ARG 2 |        | 3rd   | 210    | 1st   | 409    |
| 2014  | Olsbergs MSE | Ford Fiesta ST | 73  | Daniel Holten      | POR    | GBR    | NOR 10 | FIN    | SUE 9  | BEL    | CAN    | FRA    | ALL    | ITA    | TUR   | ARG   |        | 20th  | 22     | N/A   | N/A    |
| 2014  | Olsbergs MSE | Ford Fiesta ST | 77  | Andrew Jordan      | POR    | GBR 3  | NOR    | FIN    | SUE    | BEL    | CAN    | FRA    | ALL    | ITA    | TUR   | ARG   |        | 25th  | 17     | N/A   | N/A    |
| 2014  | Olsbergs MSE | Ford Fiesta ST | 93  | Sebastian Eriksson | POR    | GBR    | NOR    | FIN    | SUE 6  | BEL    | CAN    | FRA    | ALL    | ITA    | TUR   | ARG   |        | 22nd  | 20     | N/A   | N/A    |
| 2014  | Olsbergs MSE | Ford Fiesta ST | 94  | Joni Wiman         | POR    | GBR    | NOR    | FIN    | SUE    | BEL    | CAN 9  | FRA    | ALL    | ITA    | TUR   | ARG   |        | 31st  | 13     | N/A   | N/A    |
| 2014  | Olsbergs MSE | Ford Fiesta ST | 111 | Richard Göransson  | POR    | GBR    | NOR    | FIN    | SUE    | BEL    | CAN    | FRA    | ALL    | ITA 2  | TUR 9 | ARG   |        | 19th  | 26     | N/A   | N/A    |
| 2014  | Olsbergs MSE | Ford Fiesta ST | 125 | Gigi Galli         | POR    | GBR    | NOR    | FIN    | SUE    | BEL    | CAN    | FRA    | ALL    | ITA 12 | TUR   | ARG   |        | 35th  | 9      | N/A   | N/A    |
| 2014  | Olsbergs MSE | Ford Fiesta ST | 196 | Kevin Eriksson     | POR    | GBR    | NOR    | FIN    | SUE    | BEL    | CAN    | FRA    | ALL    | ITA    | TUR   | ARG 3 |        | 22nd  | 20     | N/A   | N/A    |
| 2015  | Olsbergs MSE | Ford Fiesta ST | 13  | Andreas Bakkerud   | POR 4  | HOC 6  | BEL 5  | GBR 4  | ALL 6  | SUE 3  | CAN 5  | NOR 11 | FRA 8  | BAR 10 | TUR 2 | ITA 1 | ARG 7  | 4th   | 232    | 2nd   | 399    |
| 2015  | Olsbergs MSE | Ford Fiesta ST | 15  | Reinis Nitišs      | POR 11 | HOC 2  | BEL 3  | GBR 5  | ALL 7  | SUE 5  | CAN 9  | NOR 9  | FRA 16 | BAR 9  | TUR 7 | ITA 9 | ARG 14 | 7th   | 167    | 2nd   | 399    |
| 2015  | Olsbergs MSE | Ford Fiesta ST | 88  | Henning Solberg    | POR    | HOC    | BEL    | GBR    | ALL    | SUE    | CAN    | NOR 13 | FRA    | BAR    | TUR   | ITA   | ARG    | 25th  | 12     | N/A   | N/A    |
| 2015  | Olsbergs MSE | Ford Fiesta ST | 98  | Kevin Hansen       | POR    | HOC    | BEL    | GBR    | ALL    | SUE    | CAN    | NOR    | FRA    | BAR    | TUR   | ITA   | ARG 5  | 22nd  | 16     | N/A   | N/A    |
| 2015  | Namus OMSE   | Ford Fiesta ST | 42  | Timur Timerzyanov  | POR 10 | HOC 15 | BEL 13 | GBR 18 | ALL 11 | SUE 7  | CAN 13 | NOR 6  | FRA 10 | BAR 11 | TUR 9 | ITA 6 | ARG 17 | 10th  | 105    | N/A   | N/A    |
| 2016  | Olsbergs MSE | Ford Fiesta ST | 23  | Richard Göransson  | POR    | HOC    | BEL    | GBR    | NOR    | SUE 17 | CAN    | FRA    | BAR    | LET    | ALL   | ARG   |        | 22nd* | 0*     | N/A   | N/A    |
| 2016  | Olsbergs MSE | Ford Fiesta ST | 68  | Niclas Grönholm    | POR 17 | HOC 14 | BEL 15 | GBR 16 | NOR 16 | SUE 11 | CAN 12 | FRA    | BAR    | LET    | ALL   | ARG   |        | 15th* | 23*    | 6th*  | 80*    |
| 2016  | Olsbergs MSE | Ford Fiesta ST | 96  | Kevin Eriksson     | POR 7  | HOC 11 | BEL 10 | GBR 8  | NOR 13 | SUE 15 | CAN 11 | FRA    | BAR    | LET    | ALL   | ARG   |        | 12th* | 57*    | 6th*  | 80*    |

* Saison en cours.

### Global Rallycross Championship

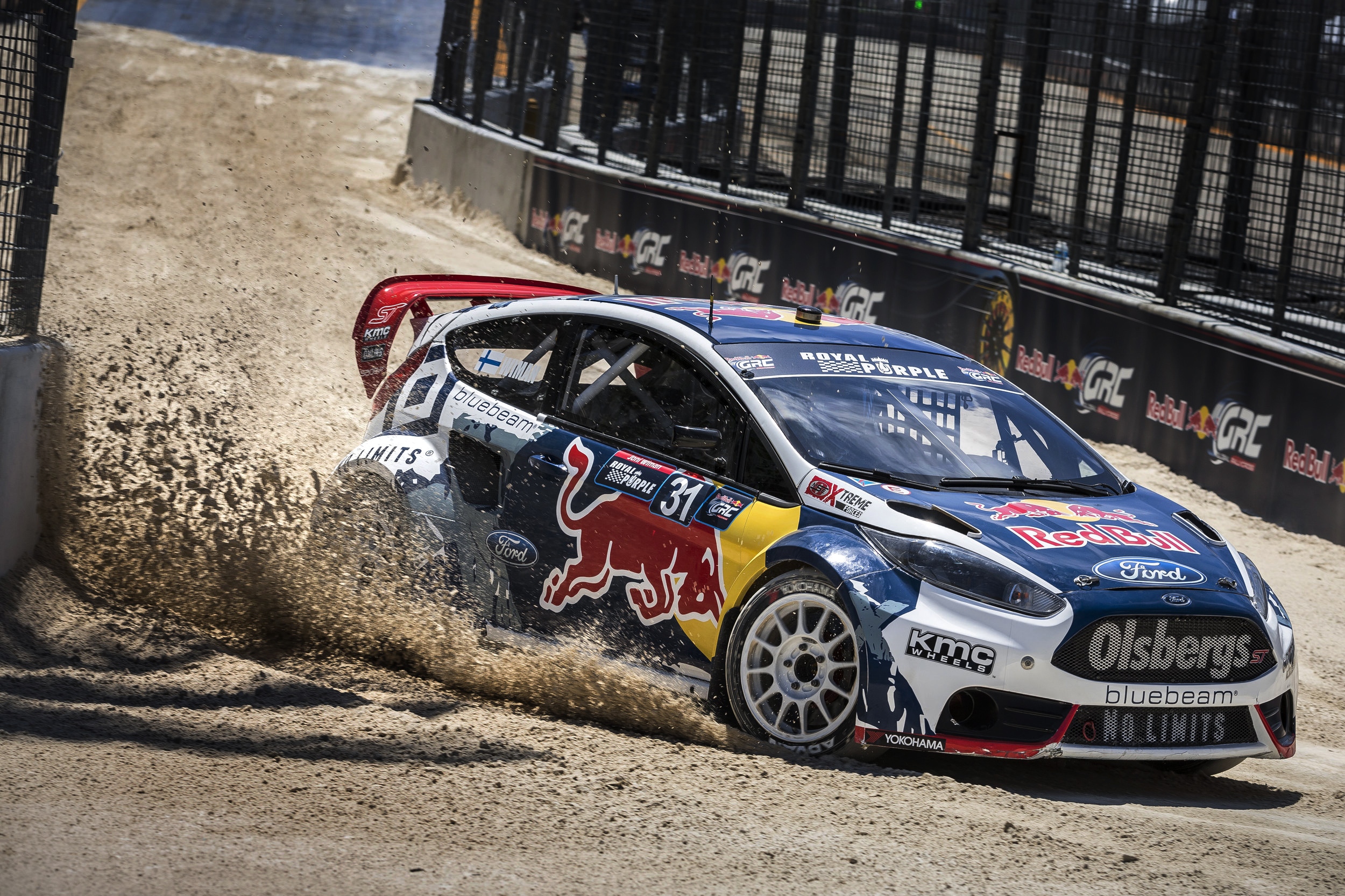
Joni Wiman sur le Global RallyCross Championship 2015

#### AWD
| Année | Équipe                              | Voiture        | No. | Pilote           | 1      | 2      | 3      | 4      | 5      | 6      | 7      | 8     | GRC  | Points |
| ----- | ----------------------------------- | -------------- | --- | ---------------- | ------ | ------ | ------ | ------ | ------ | ------ | ------ | ----- | ---- | ------ |
| 2011  | Best Buy Olsbergs MSE               | Ford Fiesta ST | 3   | Marcus Grönholm  | IRW1 1 | IRW2 1 | SEA1   | SEA2   | PIK1 2 | PIK2 1 | LA1 2  | LA2 3 | 2nd  | 112    |
| 2011  | Best Buy Olsbergs MSE               | Ford Fiesta ST | 3   | Andréas Eriksson | IRW1   | IRW2   | SEA1 1 | SEA2 3 | PIK1   | PIK2   | LA1    | LA2   | 12th | 37     |
| 2011  | Rockstar Etnies Olsbergs MSE        | Ford Fiesta ST | 34  | Tanner Foust     | IRW1 3 | IRW2 2 | SEA1 2 | SEA2 1 | PIK1 1 | PIK2 6 | LA1 4  | LA2 2 | 1st  | 134    |
| 2011  | Rockstar Metal Mulisha Olsbergs MSE | Ford Fiesta ST | 38  | Brian Deegan     | IRW1   | IRW2   | SEA1   | SEA2   | PIK1 3 | PIK2 8 | LA1 10 | LA2 1 | 9th  | 54     |
| 2011  | Westmatic Olsbergs MSE              | Ford Fiesta ST | 99  | Pontus Tidemand  | IRW1 4 | IRW2 5 | SEA1   | SEA2   | PIK1   | PIK2   | LA1    | LA2   | 15th | 25     |

#### Supercar
| Année | Équipe                                     | Voiture           | No. | Pilote             | 1      | 2       | 3       | 4      | 5      | 6       | 7      | 8      | 9      | 10     | 11     | 12   | GRC  | Points |
| ----- | ------------------------------------------ | ----------------- | --- | ------------------ | ------ | ------- | ------- | ------ | ------ | ------- | ------ | ------ | ------ | ------ | ------ | ---- | ---- | ------ |
| 2012  | Best Buy Mobile Olsbergs MSE               | Ford Fiesta ST    | 3   | Marcus Grönholm    | CHA 1  | TEX 1   | LA      | LOU    | LV     | LVC     |        |        |        |        |        |      | 7th  | 43     |
| 2012  | Best Buy Mobile Olsbergs MSE               | Ford Fiesta ST    | 3   | Andréas Eriksson   | CHA    | TEX     | LA      | LOU    | LV 9   | LVC     |        |        |        |        |        |      | 21st | 8      |
| 2012  | Best Buy Mobile Olsbergs MSE               | Ford Fiesta ST    | 3   | Timur Timerzyanov  | CHA    | TEX     | LA      | LOU    | LV     | LVC 9   |        |        |        |        |        |      | 20th | 8      |
| 2012  | Best Buy Serve Olsbergs MSE                | Ford Fiesta ST    | 17  | David Binks        | CHA 7  | TEX 5   | LA 8    | LOU 8  | LV 13  | LVC DNS |        |        |        |        |        |      | 8th  | 42     |
| 2012  | Rockstar Etnies Olsbergs MSE               | Ford Fiesta ST    | 34  | Tanner Foust       | CHA 2  | TEX 2   | LA 6    | LOU 4  | LV 1   | LVC 1   |        |        |        |        |        |      | 1st  | 94     |
| 2012  | Rockstar Metal Mulisha Olsbergs MSE        | Ford Fiesta ST    | 38  | Brian Deegan       | CHA 16 | TEX 3   | LA 3    | LOU 3  | LV 2   | LVC 2   |        |        |        |        |        |      | 2nd  | 84     |
| 2012  | Bluebeam Olsbergs MSE                      | Ford Fiesta ST    | 57  | Toomas Heikkinen   | CHA 10 | TEX 18  | LA      | LOU    | LV 4   | LVC 5   |        |        |        |        |        |      | 14th | 33     |
| 2013  | Kobalt Tools Olsbergs MSE                  | Ford Fiesta ST    | 18  | Patrik Sandell     | BRA 3  | MUN1 8  | MUN2 13 | LOU 2  | BRI 5  | IRW 8   | ATL 11 | CHA 13 | LV 7   |        |        |      | 6th  | 89     |
| 2013  | Rockstar Energy Olsbergs MSE               | Ford Fiesta ST    | 34  | Tanner Foust       | BRA 8  | MUN1 6  | MUN2 3  | LOU 4  | BRI 7  | IRW 2   | ATL 2  | CHA 10 | LV 2   |        |        |      | 2nd  | 123    |
| 2013  | Rockstar Energy Metal Mulisha Olsbergs MSE | Ford Fiesta ST    | 38  | Brian Deegan       | BRA 5  | MUN1 7  | MUN2 9  | LOU 3  | BRI 3  | IRW 7   | ATL 6  | CHA 2  | LV 13  |        |        |      | 4th  | 106    |
| 2013  | Bluebeam Olsbergs MSE                      | Ford Fiesta ST    | 57  | Toomas Heikkinen   | BRA 2  | MUN1 3  | MUN2 1  | LOU 1  | BRI 5  | IRW 8   | ATL 11 | CHA 3  | LV 4   |        |        |      | 1st  | 169    |
| 2013  | Royal Purple OMSE2                         | Ford Fiesta ST    | 7   | Townsend Bell      | BRA    | MUN1 12 | MUN2 6  | LOU    | BRI    | IRW     | ATL    | CHA    | LV     |        |        |      | 20th | 16     |
| 2013  | Royal Purple OMSE2                         | Ford Fiesta ST    | 32  | Steve Arpin        | BRA 4  | MUN1 11 | MUN2 5  | LOU 12 | BRI 6  | IRW 14  | ATL 9  | CHA 5  | LV 8   |        |        |      | 8th  | 79     |
| 2013  | Rdio OMSE2                                 | Ford Fiesta ST    | 77  | Scott Speed        | BRA 1  | MUN1 9  | MUN2 15 | LOU 9  | BRI 13 | IRW 9   | ATL 7  | CHA 1  | LV 9   |        |        |      | 5th  | 94     |
| 2014  | Red Bull Olsbergs MSE                      | Ford Fiesta ST    | 31  | Joni Wiman         | BAR 5  | AUS 17  | DC 3    | NY 4   | CHA 4  | DAY 7   | LA1 2  | LA2 3  | SEA 2  | LV 2   |        |      | 1st  | 381    |
| 2014  | Red Bull Olsbergs MSE                      | Ford Fiesta ST    | 48  | Ricky Johnson      | BAR    | AUS 9   | DC      | NY     | CHA    | DAY     | LA1    | LA2    | SEA    | LV     |        |      | -    | 0      |
| 2014  | Kobalt Tools Olsbergs MSE                  | Ford Fiesta ST    | 18  | Patrik Sandell     | BAR 8  | AUS 6   | DC 1    | NY 10  | CHA 13 | DAY 4   | LA1 5  | LA2 7  | SEA 7  | LV 10, |        |      | 6th  | 246    |
| 2014  | OMSE2                                      | Ford Fiesta ST    | 00  | Steve Arpin        | BAR 2  | AUS 10  | DC 4    | NY 5   | CHA 7  | DAY 12  | LA1 7  | LA2 12 | SEA 11 | LV 8   |        |      | 7th  | 224    |
| 2015  | Red Bull Olsbergs MSE                      | Ford Fiesta ST    | 31  | Joni Wiman         | FTA 12 | DAY1 4  | DAY2 8  | MCAS 8 | DET1 5 | DET2 4  | DC 10  | LA1 9  | LA2 8  | BAR1 3 | BAR2 5 | LV 1 | 5th  | 370    |
| 2015  | Red Bull Olsbergs MSE                      | Ford Fiesta ST    | 93  | Sebastian Eriksson | FTA 4  | DAY1 3  | DAY2 1  | MCAS 9 | DET1 3 | DET2 3  | DC 6   | LA1 13 | LA2 7  | BAR1 4 | BAR2 7 | LV 2 | 2nd  | 400    |
| 2016  | Honda Red Bull OMSE                        | Honda Civic Coupe | 31  | Joni Wiman         | PHO1 6 | PHO2 10 | DAL 5   | DAY1 4 | DAY2 4 | MCAS1 7 | MCAS2  | DC 5   | AC     | SEA    | LA1    | LA2  | 6th* | 235*   |
| 2016  | Honda Red Bull OMSE                        | Honda Civic Coupe | 93  | Sebastian Eriksson | PHO1 9 | PHO2 3  | DAL 10  | DAY1 3 | DAY2 3 | MCAS1 6 | MCAS2  | DC 10  | AC     | SEA    | LA1    | LA2  | 7th* | 227*   |

* Saison en cours.